# Tonggara
Tonggara is een plaats en bestuurslaag (kelurahan) in het onderdistrict (kecamatan) Kedung Banteng in het regentschap Tegal van de provincie Midden-Java, Indonesië. Tonggara telt 4.591 inwoners (volkstelling 2010).